# Rerum Novarum

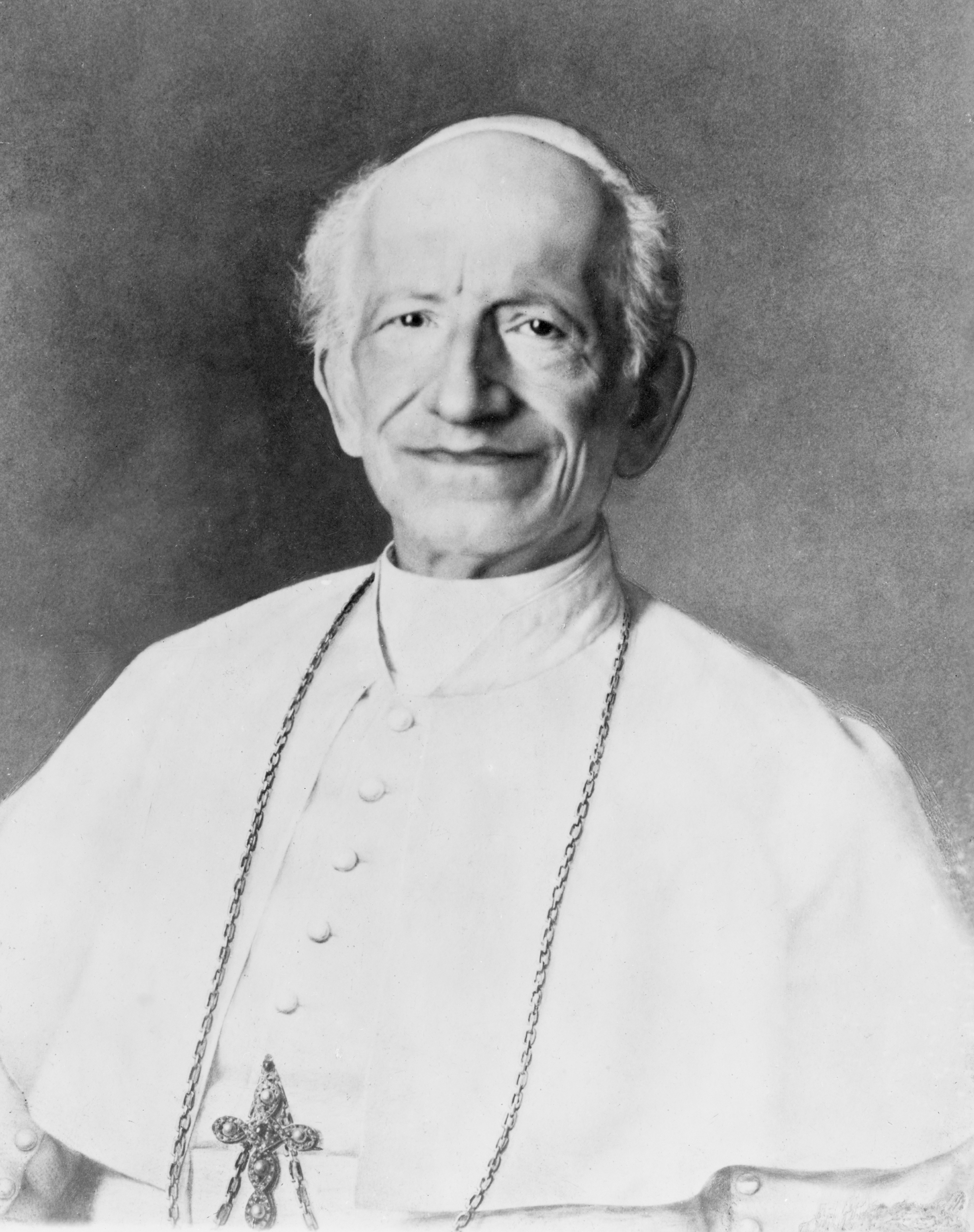
Папа Римський Лев XIII

Папа Римський Лев XIII у часи свого понтифікату (1878 — 1903) склав 86 енциклік. Епохальною енциклікою того періоду вважається енцикліка лат. Rerum Novarum, дос. «Нові явища або речі» — Нове, новації, дослівно — назва від перших слів енцикліки: «Одного разу пробудилося бажання нового …») — енцикліка Папи Римського Лева XIII від 15 травня 1891 року.

## Загальна характеристика
Rerum Novarum — відкритий лист, адресований усім єпископам римо-католицької церкви, звертає їхню увагу на становище робітничого класу. Вільгельм Еммануель фон Кеттелер і кардинал Генрі Едвард Меннінг мали значний вплив на зміст цього послання.
В енцикліці розглядалися відносини між урядом, бізнесом, робітниками і Церквою. Папа висловився на підтримку права робітників створювати профспілки, відкидаючи при цьому соціалістичну ідеологію і підтверджуючи право на приватну власність.
Багато пунктів Rerum Novarum були доповнені енцикліками Пія XI «Quadragesimo Anno» (1931), Івана XXIII «Mater et Magistra» (1961) і Івана Павла II «Centesimus Annus» (1991).

## Ідеї та наслідки
Енцикліка Rerum Novarum стала основоположним документом християнської демократії. Християнський робітничий рух різних країн щорічно згадує слова енцикліки у свято Вознесіння.

## Витяги з енцикліки
Параграф 19
«Величезна помилка щодо розглянутого питання полягає в переконанні, що класи спочатку ворожі один одному, і що багатії та бідняки за самою своєю природою повинні конфліктувати. Ця ідея настільки ірраціональна і помилкова, що істиною є абсолютно протилежне твердження. Так само як природа людського тіла є наслідком взаємної згоди різних його частин та членів, так і в Державі сама природа його наказує класам, його складовим, співіснувати в гармонії та злагоді, щоб Держава була стійкою і врівноваженою. Класи в рівній мірі мають потребу один в одному: капіталісти не можуть існувати без робітників, а й робітники не можуть без капіталістів. Взаємна згода приводить до краси та доброго порядку, в той час як нескінченний конфлікт необхідним чином тягне за собою безлад і прояви дикого варварства. У цей час ефективність християнських інститутів у справі запобігання подібного конфлікту і викорінення самих цих ідей гідна подиву і різноманітна. І в першу чергу тому, що немає потужнішої сполучної ланки між класами, чим Церква, яка здатна їх об'єднувати і нагадувати кожному з них про їхні обов'язки по відношенню один до одного, особливо — обов'язки піклуватися про справедливість».
Параграф 20
«З цих обов'язків наступні пов'язують пролетаря і робітника: чесно та повною мірою виконувати роботу, умови якої були вільно і справедливо узгоджені і прийняті; ніколи не пошкоджувати власність роботодавця і не завдавати йому особистих образ; ніколи не вдаватися до насильства для захисту своїх інтересів, не брати участь у заколотах або безладді й не підтримувати жодних стосунків з людьми поганих вдач, що працюють на якихось людей, які щедрими і хитрими обіцянками збуджують божевільні надії, які зазвичай закінчувалися лише марними жалями і призводять до сумних втрат. Наступні обов'язки покладаються на багатого власника та роботодавця: не розглядати робітників як своїх кріпаків, але поважати в кожному з них його людську гідність, облагороджена Християнством. Нагадуємо їм, що, згідно з природним ходом речей і Християнською філософією, праця заради прибутку і доходу поважна і не ганебна для людини, бо дає йому можливість знайти гідні засоби до існування. Проте неправильно в гонитві за вигодою використовувати людей так, ніби вони були неживими речами, або оцінювати їх, виключно виходячи з їхніх фізичних можливостей — це ганебно й нелюдяно. Знову справедливість вимагає, щоб у відносинах з робочою людиною ви пам'ятали про його віру і користь для його душі. Отже роботодавець зобов'язаний стежити, щоб у робітника був час на виконання своїх релігійних обов'язків, щоб він не піддавався розбещенню і різним небезпекам і щоб він не нехтував своїм будинком і сім'єю і не встигнув розтринькати свою платню. Крім того, роботодавець ніколи не повинен покладати на своїх робітників непосильні податки, побори, або займати їх на роботах, які не відповідають їхній статі або віку. Великий і головний обов'язок роботодавця — віддати кожному за його заслугами. Безсумнівно, перш ніж визначити, чи справедлива заробітна плата, треба врахувати багато моментів. Однак багаті власники і всі роботодавці повинні пам'ятати — придушувати бідних і знедолених заради вигоди і наживатися на потребі інших, неприпустимо з точки зору законів Бога і людини. Позбавити працівника частини належної йому винагороди — великий злочин, що волає до Небес про помсту. „Ось плата, утримана в робітників, потиснувши на ваших полях, і голосіння женців досягли вух Господа Саваофа“ (Послання Якова, 5:4). Нарешті, багатим варто неухильно уникати скорочення заробітної плати силою, шахрайством, або лихварським договором. Причиною тому слабкість і незахищеність, в якій, як правило, перебуває робоча людина, і тому його мізерні доходи повинні бути тим більше священні, коли вони мізерні. Там, де ці приписи з старанністю і ретельністю дотримуються, і де їх визнають у повній мірі, чи не стануть вони самі по собі достатнім засобом для запобігання будь-яких суперечок та інших подібних речей?»

## Текст
- Rerum Novarum (лат.)
- Rerum Novarum (ісп.)